# Unzensuriert.at
unzensuriert.at ist eine im Februar 2009 gegründete rechtsextreme und FPÖ-nahe österreichische Webplattform für Nachrichten mit einem Fokus auf Politik und Medien. Seit April 2017 tritt sie unter der Bezeichnung unzensuriert.de auch in Deutschland auf.

## Inhalt

### unzensuriert.at
Auf der Plattform werden neben dem Vertrieb von Büchern und dem Unzensuriert-Magazin vorwiegend tagesaktuelle Nachrichten mit einem Fokus auf Politik und Nachrichten zur Medienlandschaft durch führende FPÖ-Politiker mit deutschnationaler Ausrichtung aufgearbeitet: Martin Graf, Andreas Mölzer, Barbara Rosenkranz, Norbert Hofer, Alexander Höferl, Werner Neubauer und Walter Rosenkranz. Zu den Gastkommentatoren gehören FPÖ-Politiker, zumeist aus der zweiten Reihe, und RFS-Funktionäre: Alexander Schierhuber, Wolfgang Jung, Helmut Krünes, Heidemarie Unterreiner und Susanne Winter. Darüber hinaus schreiben auch liberale und rechtspopulistische ausländische Politiker einzelne Beiträge: Richard Sulík und Erland Pison. Jährlich gibt Graf das Jahrbuch Unzensuriert heraus, in welchem er die politischen, gesellschaftlichen und wirtschaftlichen Ereignisse des Jahres zusammenfassend kommentiert.
Im Oktober 2012 gehörte der Blog zu den neurechten und rechtsextremen Ausstellern einer von Götz Kubitschek in Berlin organisierten Messe.

### unzensuriert.de
Im April 2017 startete aufgrund der hohen Zugriffszahlen aus Deutschland ein eigenes, auf den deutschen Markt fokussiertes Angebot unter dem Titel unzensuriert.de. In der Aufmachung und der Auswahl der Inhalte unterscheiden sich beide Plattformen nicht wesentlich. Vorher wurden die auf Deutschland ausgerichteten Inhalte auf unzensuriert.at mitangeboten, die Plattform verzeichnete dadurch einen Anteil von 40 Prozent aller Zugriffe aus Deutschland.

## Personelles
Als Initiator der Plattform gilt der damalige dritte Nationalratspräsident Martin Graf (FPÖ). Die Website wird offiziell von der 1848 Medienvielfalt Verlags GmbH betrieben. Deren Geschäftsführer Walter Asperl war Büroleiter von Graf und ist als Referent des Parlamentsklubs der FPÖ angestellt. Grafs ehemaliger Pressesprecher Alexander Höferl war Chefredakteur der Plattform, bis er mit der Bildung der Bundesregierung Kurz I (ÖVP-FPÖ-Koalition) 2018 in das Kabinett von Innenminister Herbert Kickl (FPÖ) wechselte.

## Rezeption und Kritik
Das Dokumentationsarchiv des österreichischen Widerstandes bezeichnet unzensuriert.at als „Desinformationsprojekt am rechten Rand“. Die Plattform stehe auf den Standpunkten der FPÖ, spitze jedoch noch weiter zu und weise „in Sachen Rassismus […] und Verschwörungsphantasien noch niedrigere Schamgrenzen als der durchschnittliche Freiheitliche“ auf. Bernhard Weidinger vom DÖW sagte: „Unzensuriert bietet Ressentimentgeladenen, was ihnen kurzfristig guttut: Es erklärt ihnen, dass die Welt genauso ist, wie sie ohnehin dachten, nur noch schlimmer. Und dass jene, die sie hassen, genauso sind, wie ihr Hass sie ausmalt, nur noch böswilliger und hinterhältiger.“ 2012 musste die Internetzeitung 2000 Euro Entschädigung wegen übler Nachrede an den ORF-Journalisten Ed Moschitz bezahlen.
Im Mai 2013 erstattete die Direktion des österreichischen Parlaments gegen den Betreiber der Website wegen des Verdachts auf Gutheißung einer mit Strafe bedrohten Handlung im Zusammenhang mit den rechtsextremistischen Anschlägen in Norwegen 2011 von Anders Behring Breivik Anzeige. Graf warf daraufhin der ersten Nationalratspräsidentin Barbara Prammer (SPÖ) „Machtmissbrauch“ vor.
2013 wurde das Portal wegen „fremden- und menschenfeindlicher sowie hetzerischer und rechtspopulistischer Inhalte“ für den Negativpreis Sackgasse des MigAwards der österreichischen Migranten im Rahmen der Wiener Integrationswoche nominiert.
2016 musste die Internetzeitung wegen übler Nachrede eine Schadenersatzzahlung in Höhe von 2000 Euro an die Wiener Vizebürgermeisterin Renate Brauner bezahlen.
Im Zuge der rechtsextremen Tagung Verteidiger Europas im Oktober 2016 in Linz, wo u. a. unzensuriert.at als Aussteller auftrat, ließ der damalige Landeshauptmann von Oberösterreich Josef Pühringer diese vom Landesamt Verfassungsschutz Oberösterreich überprüfen. In der Gefährdungseinschätzung des Bundesamts für Verfassungsschutz und Terrorismusbekämpfung hieß es, dass unzensuriert.at dem rechten und nationalistischen Lager zugerechnet werden könne. Die in dem Medium veröffentlichten Inhalte seien „zum Teil äußerst fremdenfeindlich und weisen antisemitische Tendenzen auf“. Auch „verschwörungstheoretische Ansätze und eine pro-russische Ideologie“ würden vertreten.
Der Europäische Gerichtshof für Menschenrechte (EGMR) verurteilte die Republik Österreich im September 2023 im Zusammenhang mit Hasspostings auf Unzensuriert.at gegen eine damalige Profil-Redakteurin  im Jahr 2016 zu Schadenersatz. Unter ein Foto der Redakteurin hatten User der Seite gepostet: „Schade, das es keine gaskammern mehr gibt!!“ und „Bild der Zielperson mit Erfolg ausgedruckt (...) Allen Kameraden viel Erfolg bei eigenen Schießübungen.“ Eine Schadenersatzklage der Journalistin gegen Unzensuriert war vom Oberlandesgericht Wien in zweiter Instanz abgelehnt worden, worin der EGMR Versäumnisse sah.

## Publikationen
- Martin Graf, Anneliese Kitzmüller: Die Wiederaufbauleistungen der Altösterreicher in der zweiten Republik. Unzensuriert – Verein zur Förderung der Medienvielfalt, Wien 2010, ISBN 978-3-9502849-1-1.
- Anneliese Kitzmüller (Hrsg.): Wir sind Familie! Der freiheitliche Weg zur familienfreundlichsten Gesellschaft. Verein zur Förderung der Medienvielfalt, Wien 2011, ISBN 978-3-9502849-4-2.
- Harry Slapnicka: Festvortrag anläßlich der Gedenkfeier für Franz Dinghofer am 11. März 1987 in Linz. Gehalten von Harry Slapnicka. Franz-Dinghofer-Institut für Forschung und Lehre zur Nationalen sowie Internationalen Politik. Unzensuriert – Verein zur Förderung der Medienvielfalt, Wien 2010, ISBN 978-3-9502849-2-8.